# Lost Girls (film)
Pour les articles homonymes, voir Lost Girls.
Pour plus de détails, voir Fiche technique et Distribution.
Lost Girls est un film dramatique américain réalisé par Liz Garbus, sorti en 2020. Le scénario de Michael Werwie est inspiré par l'enquête menée par le journaliste Robert Kolker sur les meurtres du tueur en série de Long Island, publiée sous le titre Lost Girls: An Unsolved American Mystery.
Lost Girls met en vedette Amy Ryan, Thomasin McKenzie, Lola Kirke, Oona Laurence, Dean Winters, Miriam Shor, Reed Birney, Kevin Corrigan et Gabriel Byrne. Il a été présenté en première mondiale au festival du film de Sundance le 28 janvier 2020 et a été diffusé en ligne pour la première fois le 13 mars 2020 sur Netflix.

## Synopsis
En mai 2010 à Ellenville (État de New York), Mari Gilbert et ses deux cadettes attendent en vain Shannan, l’aînée, qui vit dans le New Jersey. Après deux jours sans nouvelles, elle contacte la police de Long Island, où il semble que Shannan était ce jour-là.
Elle avait reçu sans s’inquiéter encore un appel du Dr Hackett, qui disait vouloir aider sa fille, et un chauffeur lui apprend qu’il a conduit Shannan chez un client, Joe Brewer, voisin direct de Hackett. Shannan s’est enfuie terrorisée dans la nuit, semblant droguée. Sa veste est retrouvée sur le chemin.
Les policiers de Long Island découvrent alors par hasard près de la plage voisine de Oak Beach un, puis quatre corps de jeunes femmes, manifestement victimes d’un tueur en série. Les filles de Mari découvrent alors avec stupeur que leur sœur, stigmatisée comme prostituée par la police et les médias, était escort girl comme ces quatre victimes. Toutes présentaient le même profil physique et toutes utilisaient le site Craigslist pour leurs annonces. Ses sœurs comprennent également que Shannan avait été abandonnée enfant par sa mère ; celle-ci s’en défend, expliquant que Shannan était bipolaire et qu’elle ne parvenait pas à payer les soins qu’elle nécessitait.
Mari est outrée par les failles criantes de l’enquête de police, conduites par le commissaire Dormer, de bonne volonté, mais dépassé par l’affaire. Entre autres, la police a mis une heure pour se rendre sur les lieux après l’appel de détresse lancé par Shannon, quand douze minutes auraient suffi. Elle mène pratiquement une enquête parallèle, rencontrant entre autres un voisin qui a vu Shannan fuir et lui affirme que Brewer n’est pas un psychopathe, ce qui serait le cas du Dr Hackett. Étrangement, Hackett nie alors l’avoir appelée, et sa responsabilité dans l’association de la communauté lui a permis d’effacer les bandes de vidéosurveillance, sous le prétexte que la police ne les a pas réclamées.
Un an plus tard, ce même voisin lui apprenant que Hackett s’apprête à déménager sans laisser de trace, Mari revient à la charge et finit par obtenir que le marécage situé derrière la maison de Hackett, seule partie de Oak Beach à ne pas avoir été fouillée, le soit enfin. Effectivement, la police y découvre alors les papiers puis le corps de Shannan. Au total, les restes de seize corps auront été retrouvés sur cette zone.
Les cartons sur lesquels se ferme le film indiquent qu'une analyse montre que Shannan pourrait avoir été étranglée contrairement à la thèse de la police, qu’aucun suspect ne s’est vu incriminer jusqu’ici pour les meurtres, que Mari est décédée en tentant de calmer sa troisième fille qui a développé une schizophrénie, et que la seconde continue à lutter afin que justice soit faire pour Shannon et les autres victimes d’un tueur en série de Long Island.

## Fiche technique
- Titre original : Lost Girls
- Réalisation : Liz Garbus
- Scénario : Michael Werwie, d'après Lost Girls: An Unsolved American Mystery de Robert Kolker
- Photographie : Igor Martinović
- Production : Kevin McCormack, David Kennedy, Rory Koslow, Amy Nauiokas et Anne Carey
- Production déléguée : Pamela Hirsch
- Pays d’origine :  États-Unis
- Langue originale : anglais
- Durée : 95 minutes
- Dates de sortie :
  - États-Unis : 28 janvier 2020 (festival du film de Sundance)
  - En ligne sur Netflix : 13 mars 2020

## Distribution
- Amy Ryan (VF : Ariane Deviègue) : Mari Gilbert
- Thomasin McKenzie (VF : Lila Lacombe) : Sherre Gilbert
- Gabriel Byrne (VF : Gabriel Le Doze) : le commissaire Richard Dormer
- Oona Laurence (VF : Lou Howard) : Sarra Gilbert
- Lola Kirke (VF : Kelly Marot) : Kim
- Miriam Shor (VF : Dominique Vallée) : Lorraine
- Reed Birney (VF : Marc Perez) : Dr Peter Hackett
- Kevin Corrigan (VF : Bernard Bollet) : Joe Scalise
- Rosal Colon : Selena Garcia
- Dean Winters (VF : Jérôme Rebbot) : Dean Bostick
- Sarah Wisser (VF : Caroline Ami Burgues) : Shannan Gilbert
  - Austyn Johnson : Shannan Gilbert, jeune
- James Hiroyuki Liao (VF : Alexandre Nguyen) : Michael Pak
- Molly Brown (en) (VF : Karl-Line Heller) : Missy

 Source et légende : version française (VF) sur RS Doublage

## Production

### Équipe
En mars 2016, ion annonce que Liz Garbus réalisera le film à partir d'un scénario de Michael Werwie, tiré du roman du même nom de Robert Kolker. Kevin McCormack, David Kennedy, Rory Koslow, Amy Nauiokas et Anne Carey seront les producteurs du film, tandis que Pamela Hirsch sera la productrice déléguée, avec Amazon Studios comme distributeur. En février 2017, Sarah Paulson rejoint le casting du film. En mai 2018, Amy Ryan rejoint le casting du film en remplacement de Paulson, et Netflix devient distributeur. En octobre 2018, Thomasin McKenzie abandonne Top Gun: Maverick et rejoint le casting, ainsi que Gabriel Byrne, Oona Laurence, Lola Kirke, Miriam Shor, Reed Birney, Kevin Corrigan et Rosal Colon,.

### Tournage
Le tournage a commencé le 15 octobre 2018 à New York.

## Sortie

### Diffusion
Le 28 janvier 2020, le film est présenté en première mondiale au festival du film de Sundance. Il est diffusé en ligne pour la première fois par Netflix le 13 mars 2020.

### Réception
Lost Girls obtient une note de 76 % sur le site Rotten Tomatoes, basée sur 33 avis, avec une moyenne pondérée de 6,19/10. Le consensus critique du site décrit le film ainsi : « Brutal mais gratifiant, Lost Girls surmonte la narration inégale avec des performances puissantes et une volonté de résister à la catharsis facile ». Sur Metacritic, le film détient une note de 69 sur 100, basée sur 13 critiques.
L'accueil des spectateurs français est beaucoup plus frais : le film recueille sur Allociné une note moyenne de 2,5/5 pour 374 avis.

## Fiction et réalité
Le livre de Robert Kolker, qui a suivi toute l’affaire pour le magazine New York, repose sur un important travail d’investigation et été unanimement salué,, : il est sauf erreur fidèle aux faits. Un film de fiction ne peut éviter certaines simplifications, mais Lost Girls suit globalement d’assez près le livre, donc la réalité. Les principaux écarts portent sur deux points :
- La personnalité de l’enquêteur. Dormer est le seul protagoniste du film dont le nom ait été changé : il est inspiré par James Burke, dont le rôle est bien plus trouble que celui de Dormer dans le film. Outre ses ennuis antérieurs, évoqués dans le film, il aurait bloqué la participation du FBI à l’enquête, et de plus a été condamné en 2016 à 46 mois de prison pour voies de fait contre un prévenu qui lui avait dérobé un sac de sport. Ce sac contenait du matériel pornographique[16]. Une escorte a même indiqué soupçonner Burke d’être « mêlé » à l’affaire[17].
- S’il est vrai que l’enquête a comporté de nombreuses failles et n’a toujours pas abouti dix ans plus tard, la police a suivi la piste de plusieurs suspects. Brewer, Hackett, parmi d’autres, ont été innocentés, mais un charpentier de Long Island, John Bittroff, a été arrêté en 2014 puis condamné en 2017 pour le meurtre de deux autres travailleuses du sexe, et le procureur du comté l’a présenté comme suspect pour au moins un des meurtres de l’affaire, eu égard à certaines similitudes des scènes de crime[18].